# Karlsbad
Karlsbad (tschechisch Karlovy Vary Ausspracheⓘ) ist ein Kurort im Westen Tschechiens mit rund 49.000 Einwohnern, im zugehörigen Ballungsraum leben etwa 140.000 Menschen. Die Stadt liegt an der Mündung der Teplá (Tepl) in die Eger (Ohře). Karlsbad gehört zu den berühmtesten und traditionsreichsten Kurorten der Welt.
Seit 24. Juli 2021 zählt der Ort zum UNESCO-Welterbe der bedeutenden Kurstädte Europas (Great Spas of Europe) zusammen mit zehn anderen Kurstädten.

## Geographie
Das Stadtzentrum von Karlsbad mit der Verwaltung, dem unteren Bahnhof (dolní nádraží) und den Industriebetrieben liegt im flachen Egertal. Die Kuranlagen befinden sich im schmalen, südlich gelegenen Tal der Teplá.
Westlich der Stadt befindet sich das Falkenauer Becken (Sokolovská pánev), das zweitgrößte tschechische Braunkohle-Tagebaugebiet mit mehreren Kraftwerken.

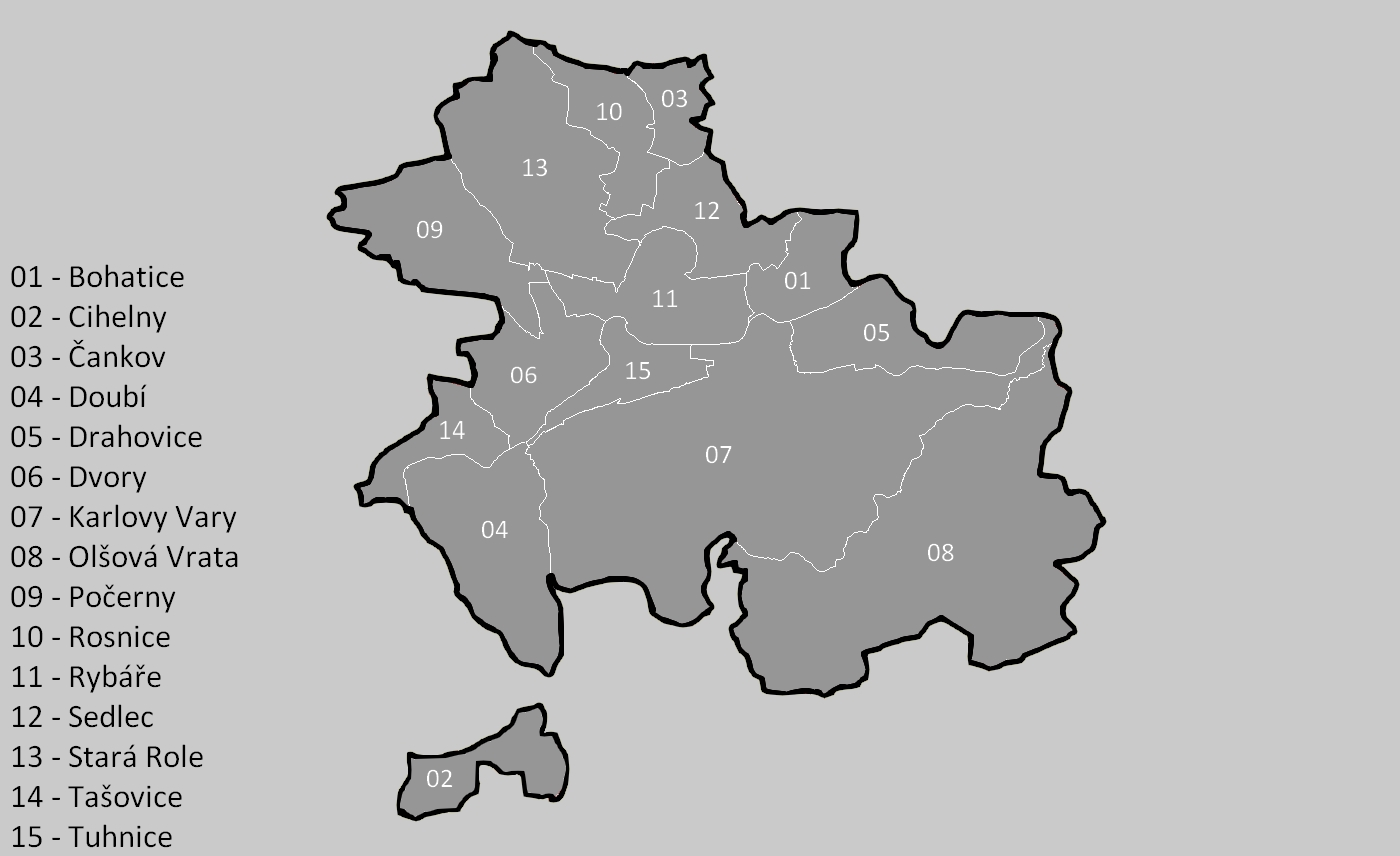
Katastralbezirke von Karlsbad

## Stadtgliederung
Die Stadt Karlovy Vary teilt sich in Bohatice (Weheditz), Cihelny (Ziegelhütten, eine Exklave im Süden), Čankov (Schankau), Doubí (Aich), Drahovice (Drahowitz), Dvory (Meierhöfen), Hůrky (Berghäuseln), Karlovy Vary (Karlsbad), Olšová Vrata (Espenthor), Počerny (Putschirn), Rosnice (Roßnitz), Rybáře (Fischern), Sedlec (Zettlitz, auch Zedtlitz), Stará Role (Alt Rohlau) und Tašovice (Taschwitz). Grundsiedlungseinheiten sind Bohatice, Cihelny, Čankov, Čankovská, Dolní Drahovice (Unter Drahowitz), Doubí, Dvory, Horní Drahovice (Ober Drahowitz), Hřbitov, Hůrky, Jáchymovská-východ, Jáchymovská-západ, Jelení skok (Hirschsprung), Karlovy Vary-lázeňské území, Lázeňské území-západ, Letiště, Mattoniho nábřeží, Na golfu, Na Ohři, Na vyhlídce, Na výsluní, Nemocnice, Niva, Nové Domky, Nové Drahovice (Neu Drahowitz), Nové Tuhnice, Olšová Vrata, Počerny, Pod lesem, Pod Vítkovým vrchem, Pražská, Rolava, Rosnice, Růžový vrch, Rybáře, Sedlec, Stará Kysibelská, Stará Role, Staré Tuhnice (Alt Donitz), Střed, Tašovice, U nemocnice, U tří křížů, U vysílačky, Vítězná, Vítkův vrch (Veitsberg), Výšina, Zlatý kopeček-východ und Zlatý kopeček-západ.
Das Stadtgebiet gliedert sich in die 15 Katastralbezirke Bohatice, Cihelny, Čankov, Doubí u Karlových Var, Drahovice, Dvory, Karlovy Vary, Olšová Vrata, Počerny, Rosnice u Staré Role, Rybáře, Sedlec u Karlových Var, Stará Role, Tašovice und Tuhnice (Donitz).

## Geschichte

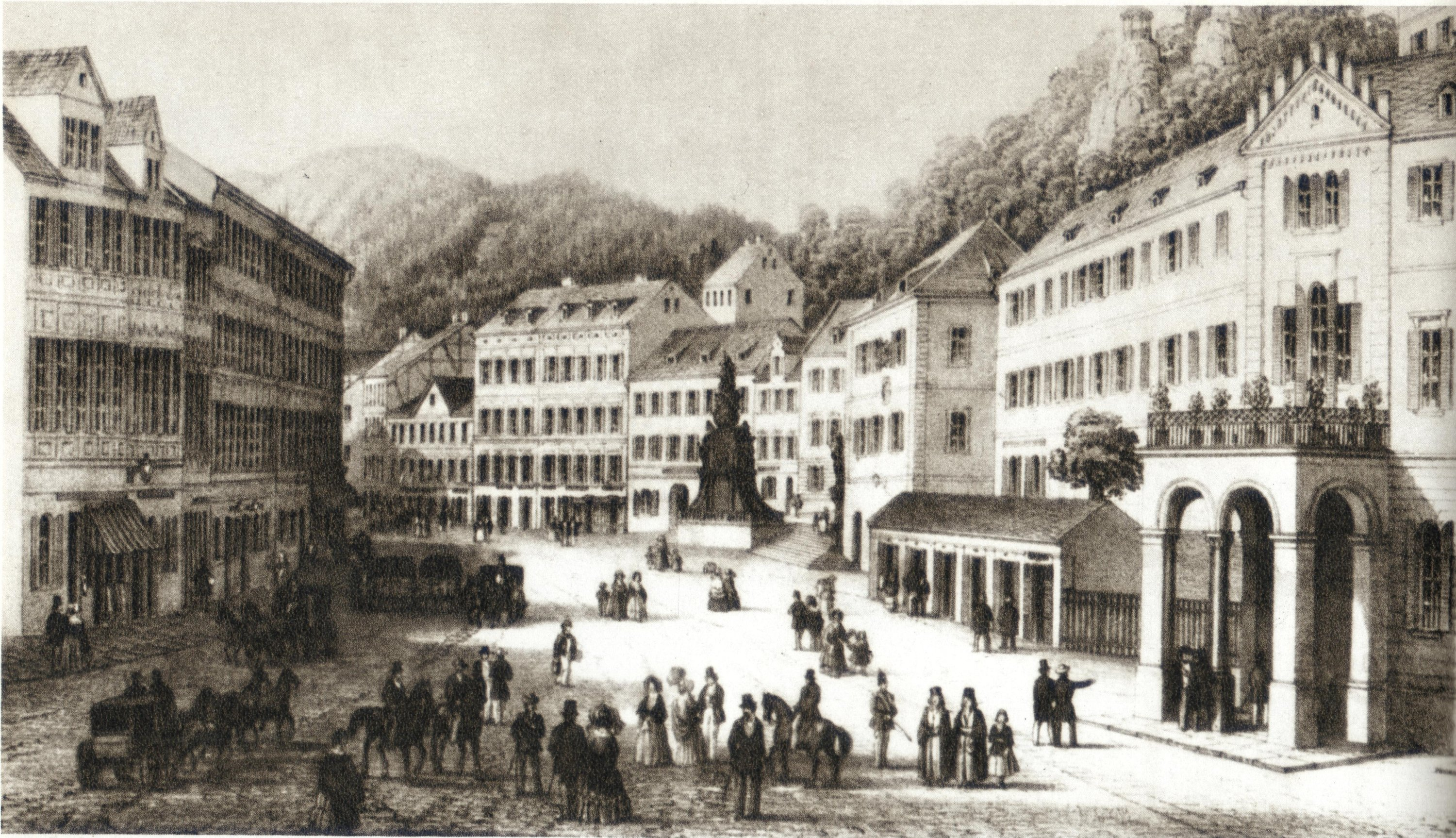
Marktplatz von Karlsbad-Mitte im 19. Jahrhundert

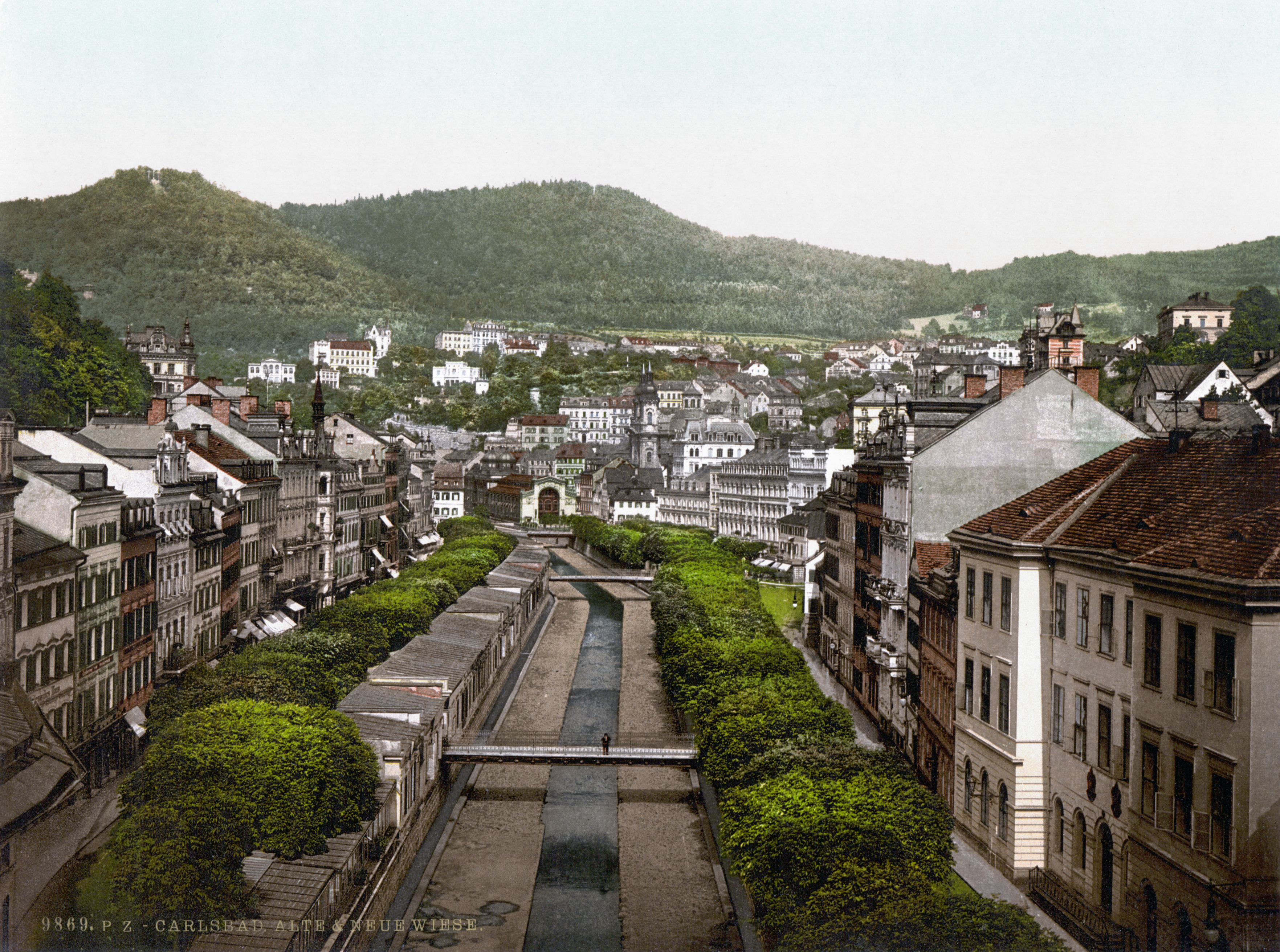
Alte und Neue Wiese (um 1900)

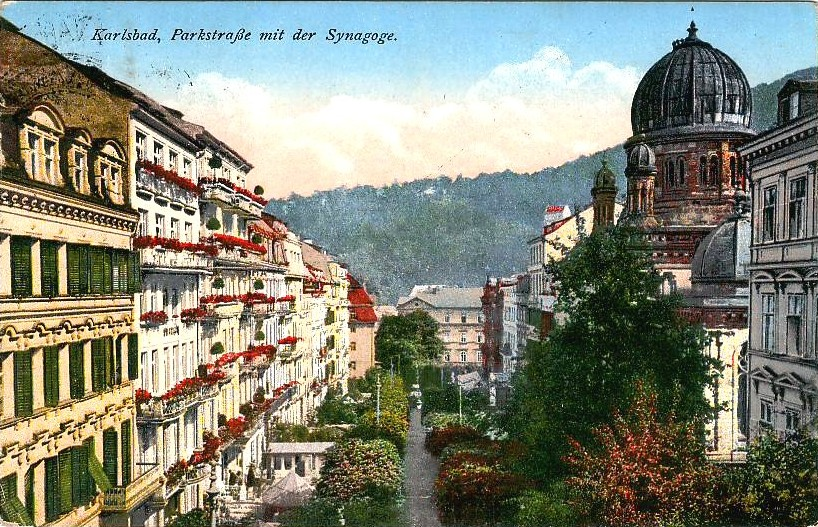
Zur Zeit der österreichisch-ungarischen Monarchie wurde Karlsbad einer der meistbesuchten Kurorte (Ansicht auf die Parkstraße mit der Synagoge, um 1900)

### Besiedlung
Archäologen haben Siedlungsspuren aus der Urzeit, der späteren Bronzezeit sowie aus den Anfängen der slawischen Besiedlung entdeckt und untersucht. Wann die Gegend um Karlsbad besiedelt wurde, konnte nicht genau bestimmt werden. Im heutigen Ortsteil Sedlec befand sich spätestens seit dem 10. Jahrhundert eine Burg der Sedlitschanen, die bisher allerdings nicht gefunden werden konnte. Wahrscheinlich lag sie auf dem Gelände des Schlosses Sedlec. Bis 1226 war sie Mittelpunkt einer provincia Sedlensis der Přemysliden. Danach wurde Elbogen Mittelpunkt des Zettlitzer Ländchens.

### Entdeckung von Thermalquellen
Die Heilwirkung der Karlsbader Thermalquellen ist wohl schon im 14. Jahrhundert bekannt gewesen. Zur Entdeckung gibt es verschiedene Sagen: Nach einer soll ein durstiger Hirsch mit seinen Hufen die erste warme Quelle freigelegt haben. Daran erinnert der Hirschensprung (Jelení skok) oberhalb des Tals der Teplá mit der Hauptpromenade. Nach einer anderen Sage soll ein Jagdhund einer Jagdgesellschaft des Kaisers Karl IV. in eine Grube gefallen sein und sich dort an dem zutage tretenden heißen Wasser fast verbrannt haben. Die Jagdbegleiter sahen das dampfende Wasser, kosteten vorsichtig davon und unterrichteten den Kaiser. Dieser wusste wohl von der Heilwirkung einer heißen Quelle und ordnete die Besiedlung rund um diese (erste) Quelle an, die beim Austritt über 70 Grad heiß ist. Diese Sage ist auf einem Relief über dem Brunnen 2 dargestellt. Im Lauf der folgenden Bautätigkeit wurden weitere Quellen entdeckt, so dass im Jahr 2000 14 Brunnen ausgewiesen wurden, aus denen das Mineralwasser mit unterschiedlichen Temperaturen austritt, die alle stark mit Mineralsalzen angereichert sind.

### Stadtrechte
Am 14. August 1370 verlieh in Nürnberg der böhmische König und römisch-deutsche Kaiser Karl IV. der Stadt Karlsbad dieselben Freiheiten und Rechte, welche die benachbarte Stadt Elbogen besaß. Ursprünglich nannte man die Ortschaft auch Warmbad (Vary), später Kaiser-Karlsbad woraus sich Carlsbad und später Karlsbad entwickelte. Die Quellen wurden zunächst für Bäder genutzt, ab dem 16. Jahrhundert auch für Trinkkuren. 1522 erschien die erste schriftliche Abhandlung über die Heilkraft der Quellen.

### Naturereignisse
Am 9. Mai 1582 wurde die Stadt von einem starken Hochwasser überschwemmt und am 13. August 1604 durch einen Brand fast völlig zerstört. Auch der Dreißigjährige Krieg hinterließ seine Spuren. Die Stadt erholte sich nur langsam. 1707 bestätigte ihr Kaiser Joseph I. alle Privilegien als freie Königsstadt. Der Kurbetrieb wurde vor allem 1711 und 1712 durch die Besuche des russischen Zaren Peters des Großen gefördert. 1711 wurde das erste Kurhaus der Stadt erbaut. 1759 vernichtete ein erneuter Brand wiederum einen großen Teil Karlsbads. Die Nutzung für Kuren wurde danach entscheidend durch den Arzt David Becher gefördert. Er hatte eine Schrift über die Kurbehandlung in Karlsbad veröffentlicht und die Förderung des Karlsbader Sprudelsalzes angeregt. 1795 wurde eine Kurgebühr eingeführt, mit deren Hilfe die Stadt wieder aufgebaut werden sollte.
Am 24. November 1890 wurde die Stadt wieder von einem Hochwasser heimgesucht.

### Eine bedeutende Konferenz findet in Karlsbad statt
1819 fand in der Stadt die Karlsbader Konferenz statt, auf der der österreichische Kanzler Fürst Metternich in den Karlsbader Beschlüssen alle Staaten des Deutschen Bundes auf eine strenge Pressezensur und andere Maßnahmen gegen die seit den Befreiungskriegen bestehenden Demokratiebestrebungen festlegte.

### Entwicklung des Kur- und Badebetriebs
In der Mitte des 19. Jahrhunderts erlebte der Badebetrieb einen wesentlichen Aufschwung. Der Balneologe und kaiserliche Leibarzt Josef von Löschner verhalf mit seinen Publikationen über die böhmischen Bäder und die Wirkung ihrer Heilwässer Karlsbad zu einer Blütezeit als Kurort von Weltruf. Entscheidend dafür war der Anschluss an das europäische Eisenbahnnetz im Jahr 1870. Zunächst wurde der Betrieb auf der Strecke Karlsbad–Eger aufgenommen und kurz darauf folgte die Strecke Prag–Karlsbad.

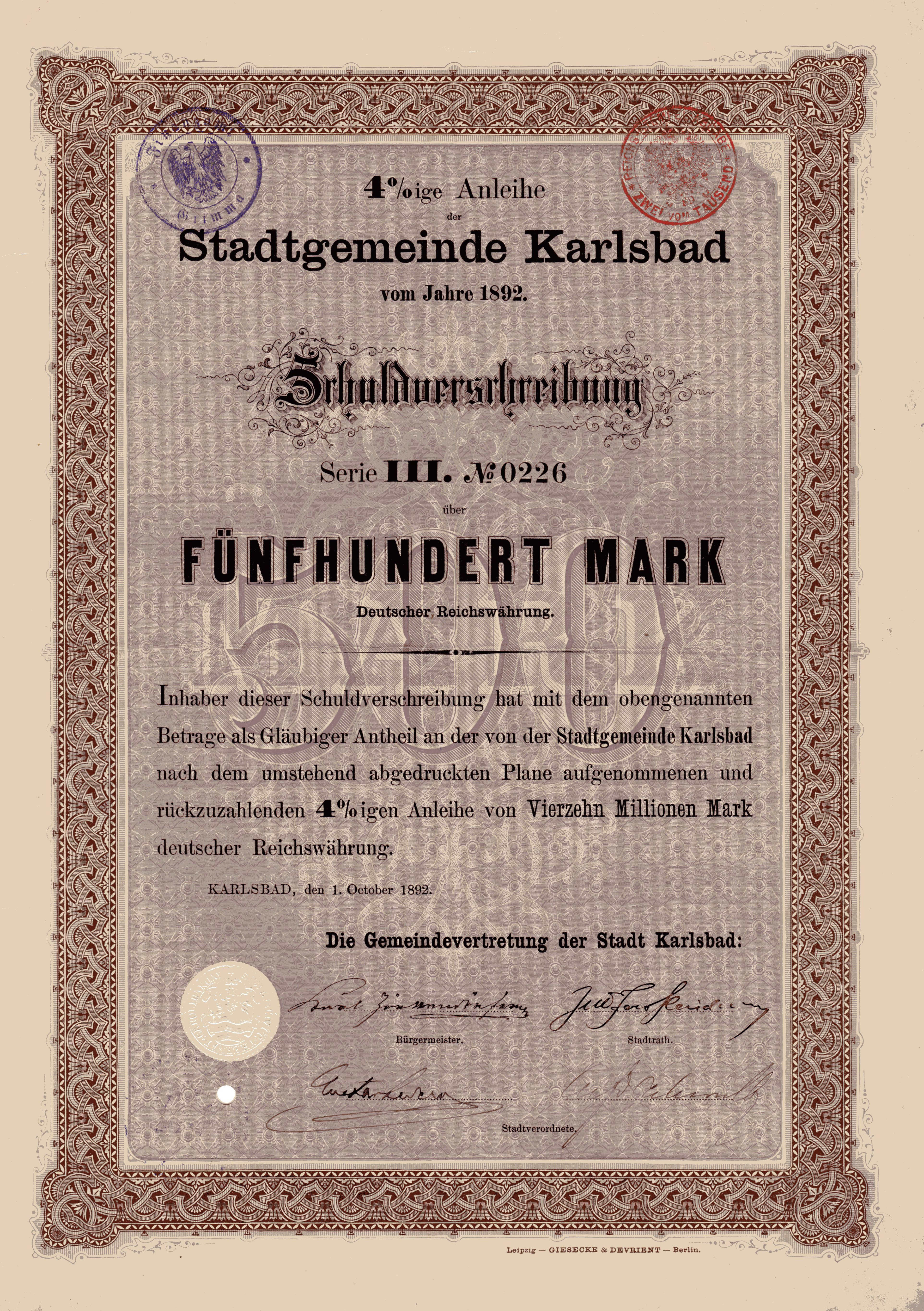
Anleihe über 500 Mark der Stadt Karlsbad vom 1. Oktober 1892

Stadtplan von Karlsbad um 1900

In Meyers Konversationslexikon von 1898 ist über die Kur in Karlsbad zu lesen: „Man trinkt des Morgens 3-6 Becher und gebraucht sowohl Mineralwasser- und Dampfbäder als auch mit vielem Erfolg Moorbäder, zu denen die Schlammerde dem Franzensbader Moorlager entnommen wird. Von Wichtigkeit sind auch die Quellenprodukte von Karlsbad und zwar das Sprudelsalz, welches durch Abdampfung der Sprudelquelle […] gewonnen wird. […] Die jährliche Versendung an Karlsbader Mineralwasser betrug über 1 Mill. Flaschen und Krüge, an Sprudelsalz und Sprudelseife über 23.000 kg.“ 1756 kamen in der Kursaison 134 Familien und Ende des 19. Jahrhunderts waren es im Mittel 26.000 Kurgäste, diese Anzahl stieg 1911 auf nahezu 71.000.

### Seit dem 20. Jahrhundert
Im Jahr 1910 hatte die Stadt 17.446 Einwohner; davon waren 16.791 deutsch- und 95 tschechischsprachig. Der Erste Weltkrieg bedeutete eine Zäsur für den Kurbetrieb. Nach dem Zerfall der Doppelmonarchie am Kriegsende wurde aus den cisleithanischen Kronländern Böhmen, Mähren, Österreichisch-Schlesien und dem Norden Transleithaniens (Slowakei, Karpatenukraine) am 28. Oktober 1918 die Tschechoslowakei gebildet. Der Vertrag von Saint-Germain bestätigte 1919 die Zugehörigkeit Deutschböhmens zur Tschechoslowakei.
Eine Demonstration in Karlsbad am 4. März 1919 für das Selbstbestimmungsrecht (am gleichen Tag trat die Konstituierende Nationalversammlung Deutschösterreichs erstmals zusammen) und gegen die Zugehörigkeit zur Tschechoslowakei endete ohne Blutvergießen. Später wurden jedoch bei der Auflösung einer anderen Demonstration sechs Demonstranten von der Armee getötet.

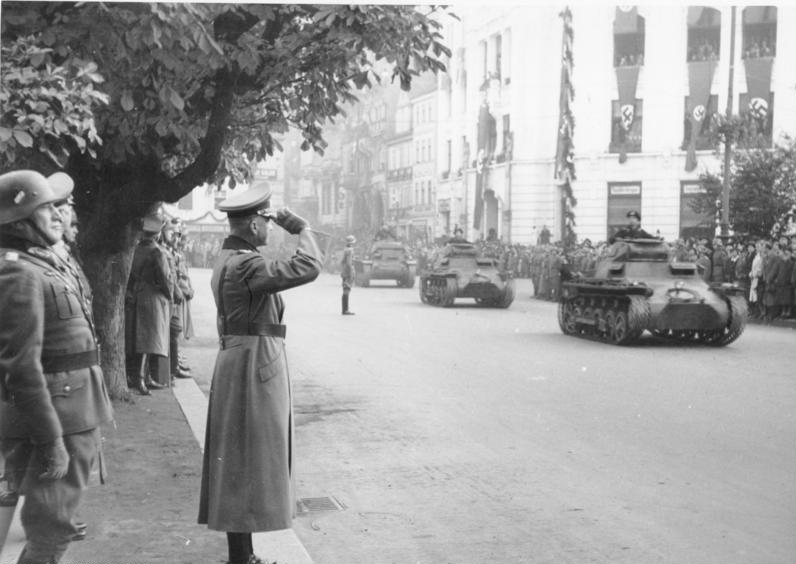
Panzerparade mit Hakenkreuzfahnen an den Gebäuden am 13. Oktober 1938 vor Walther von Brauchitsch

Mit 1. Oktober 1938 wurde nach dem Münchner Abkommen Karlsbad in das Dritte Reich annektiert. Am 1. Mai 1939 wurde die Stadt aus dem gleichnamigen Landkreis herausgelöst und bildete fortan einen eigenen Stadtkreis. Gleichzeitig wurde dieser durch Eingemeindung der Stadt Fischern sowie der Dörfer Aich, Drahowitz, Espenthor, Kohlhau, Maierhöfen, Pirkenhammer und Weheditz vergrößert. Karlsbad wurde Verwaltungssitz des Regierungsbezirks Eger.
Der Zweite Weltkrieg brachte den Kurbetrieb zum Erliegen. Während des Krieges war Karlsbad Lazarettstadt und als solche international gemeldet und gekennzeichnet. Trotzdem wurde die Stadt im September 1944 und im April 1945 durch die USAAF bombardiert. Zerstört wurde der Bahnhof, in dem sich zum Zeitpunkt des Angriffs zwei ebenfalls mit dem Roten Kreuz gekennzeichnete Lazarettzüge befanden. Es wurden große Teile der Stadt zerstört, jedoch war das Kurviertel nicht betroffen. Karlsbad wurde im Mai 1945 von den Amerikanern eingenommen und am 11. Mai 1945 an die Rote Armee übergeben. Aufgrund des Potsdamer Abkommens und der nachfolgend erlassenen Beneš-Dekrete wurde 1945 die deutschböhmische Bevölkerung enteignet und vertrieben. Nach dem Krieg setzte eine verstärkte und staatlicherseits geförderte Zuwanderung hauptsächlich aus Zentralböhmen sowie Mähren und der Slowakei ein. Ferner zogen Repatrianten und Angehörige der ethnischen Minderheit der Roma nach Karlsbad.
Die Eingemeindungen von 1939 wurden, wie sämtliche während der Besetzung erfolgten Gemeindegebietsänderungen, nach dem Ende des Zweiten Weltkrieges wieder aufgehoben. Die Kureinrichtungen wurden 1946 verstaatlicht. 1946 fand auch die Premiere des Filmfestivals von Karlovy Vary statt. 1949 wurden die Gemeinden Karlovy Vary, Rybáře, Bohatice, Březová, Doubí, Drahovice, Dvory und Olšová Vrata zur neuen Gemeinde Karlovy Vary zusammengeschlossen. Als neue architektonische Dominante der Stadt wurde 1976 das brutalistische Hotel Thermal eröffnet, welches seither Hauptschauplatz des Filmfestivals ist.
Seit dem Ende des kommunistischen Regimes im Jahre 1989 ist der Kurbetrieb wieder auf ein internationales Publikum ausgerichtet und erfährt Fördermaßnahmen, um die Anzahl der Kurgäste zu erhöhen. Karlsbad ist Sitz des Karlovarský kraj, bis 2002 war die Stadt auch Verwaltungssitz des Okres Karlovy Vary.
Zusammen mit zehn anderen Kurorten Europas, den Great Spas of Europe, wurde Karlsbad 2021 in die Liste des UNESCO-Welterbes aufgenommen. Die positive Entscheidung über die Aufnahme erfolgte am 24. Juli 2021.

## Bevölkerung
Bevölkerungsentwicklung bis 1945
| Jahr | Einwohner | Anmerkungen |
| ---- | --------- | --- |
| 1742 | 00.972    | [ 11 ] |
| 1785 | 0 k. A.   | 247 Häuser |
| 1800 | 02.226    | [ 11 ] |
| 1812 | 02.494    | [ 11 ] |
| 1820 | 02.510    | in 450 Häusern |
| 1825 | 02.698    | [ 11 ] |
| 1830 | 02.879    | in 504 Häusern |
| 1837 | 03.189    | in 533 Häusern |
| 1845 | 03.395    | in 558 Häusern, darunter zwölf protestantische Familien                                                           |
| 1852 | 0 3.381   | [ 11 ] |
| 1857 | 04.384    | am 31. Oktober |
| 1858 | 04.805    | davon 3.331 Einheimische und 1.474 Fremde                                                                         |
| 1869 | 07.276    | am 31. Dezember, davon 3.497 Einheimische und 3.799 Fremde (6.633 Katholiken, 501 Israeliten und 92 Evangelische) |
| 1900 | 14.637    | deutsche Einwohner                                                                                                |
| 1921 | 19.840    | davon 17.173 deutsche Einwohner                                                                                   |
| 1930 | 23.901    | davon 20.856 Deutsche, 1.446 Tschechen und 1.309 Ausländer (als Stadtkreis 54.652 Einwohner)                      |
| 1939 | 52.465    | als Stadtkreis, davon 3.913 Evangelische, 46.733 Katholiken, 53 sonstige Christen und 28 Juden                    |

Bevölkerungsentwicklung nach Ende des Zweiten Weltkriegs
(Stand: 31.12. des jeweiligen Jahres)
| Jahr | Einwohner |
| ---- | --------- |
| 1950 | 36.737    |
| 1960 | 43.523    |
| 1970 | 43.526    |
| 1980 | 60.665    |
| 1990 | 57.860    |

| Jahr | Einwohner |
| ---- | --------- |
| 2000 | 54.150    |
| 2010 | 51.115    |
| 2020 | 48.319    |
| 2022 | 49.043    |

## Städtepartnerschaften

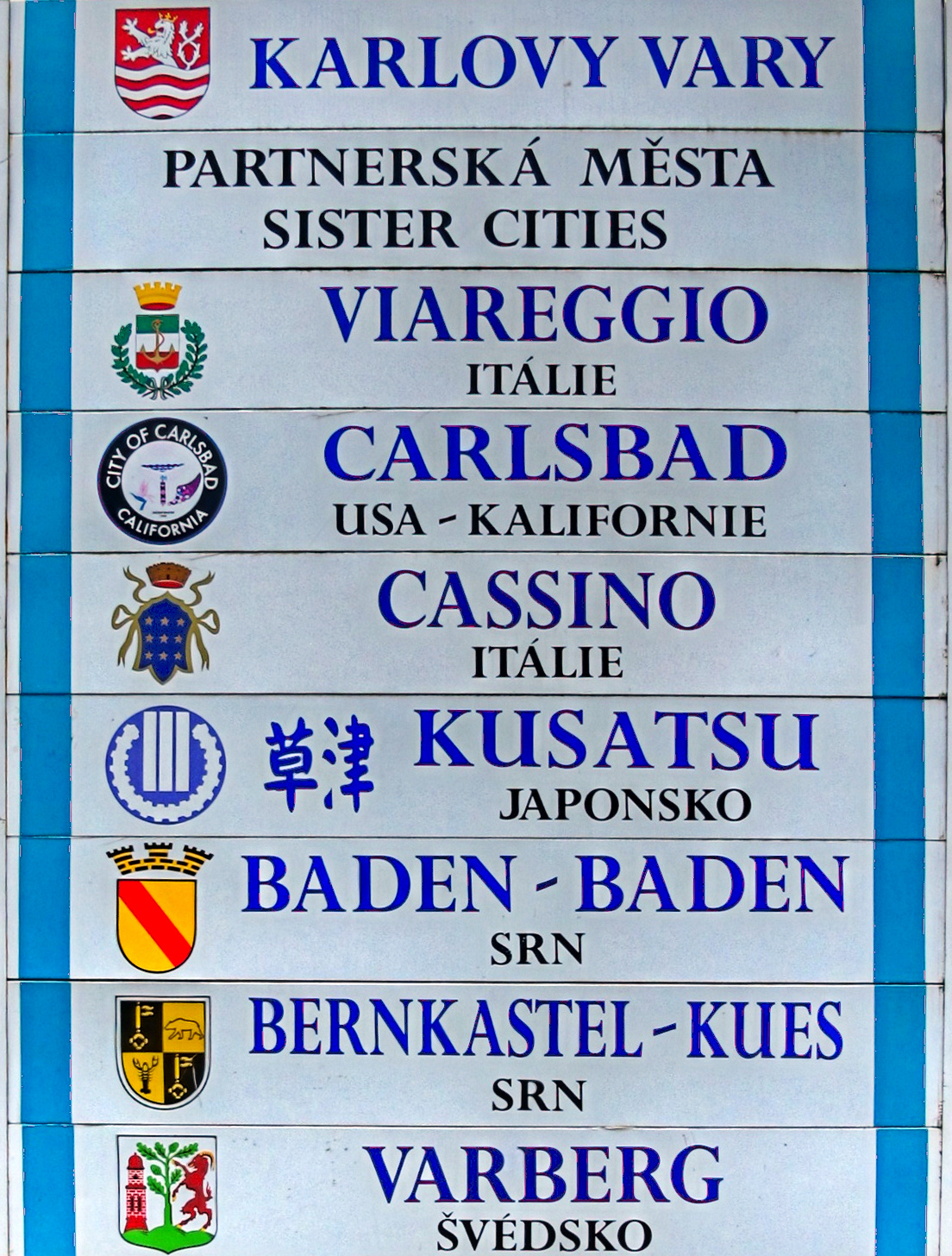
Städtepartnerschaften

Karlsbad unterhält Städtepartnerschaften zu den folgenden Städten und Gemeinden:
| Stadt           | Land                                     |
| --------------- | ---------------------------------------- |
| Baden-Baden     | Baden-Württemberg, Deutschland           |
| Bernkastel-Kues | Rheinland-Pfalz, Deutschland             |
| Hof (Saale)     | Bayern, Deutschland (Städtefreundschaft) |
| Carlsbad        | Kalifornien, Vereinigte Staaten          |
| Cassino         | Latium, Italien                          |
| Eilat           | Israel                                   |
| Kusatsu         | Gunma, Japan                             |
| Locarno         | Tessin, Schweiz                          |
| Varberg         | Halland, Schweden                        |
| Viareggio       | Toskana, Italien                         |

1953 wurde von Wiesbaden eine Vertriebenenpatenschaft für die aus Karlsbad vertriebenen Deutschen übernommen.

## Sehenswürdigkeiten und Kultur
Siehe auch: Liste von Bauwerken in Karlovy Vary und Liste von Denkmälern und Pavillons im Karlsbader Stadtwald

### Kureinrichtungen (Auswahl)

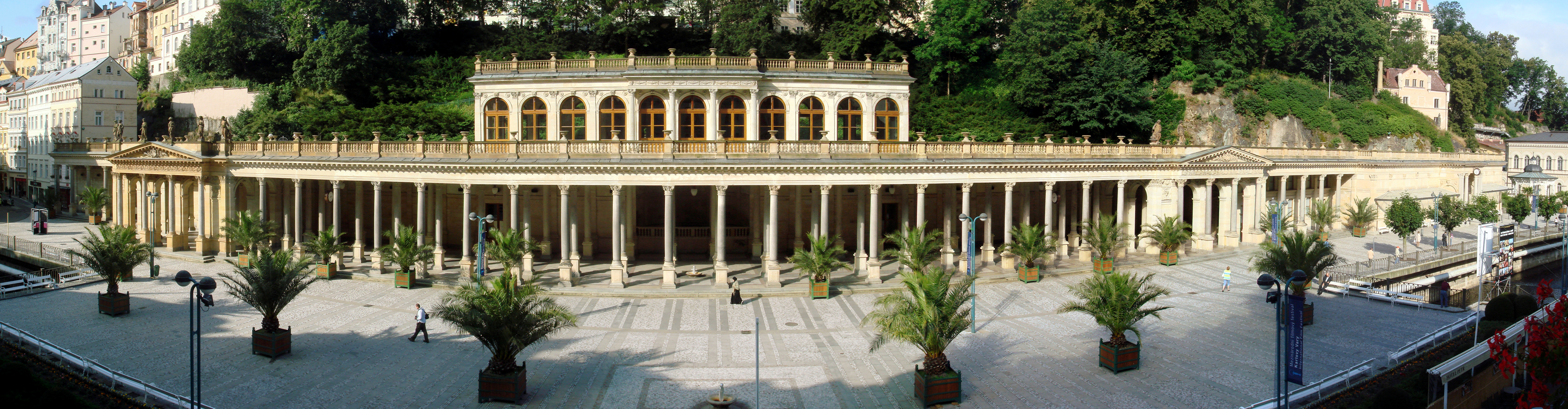
Mühlbrunnkolonnade

In der Stadt bestehen gut erhaltene historische Kureinrichtungen, die Marktkolonnade (1883 von Fellner und Helmer geplant und errichtet), die Mühlbrunnkolonnade (1871–1881 von Josef Zítek), die Parkkolonnade (Gartenkolonnade), die Sprudelkolonnade (1969–1975 von Votruba) und die Schlosskolonnade (1911–1913 von Friedrich Ohmann). In allen genannten Kolonnaden sind Heilbrunnen (pramen) untergebracht, deren Temperatur teilweise über 60° Celsius liegt.

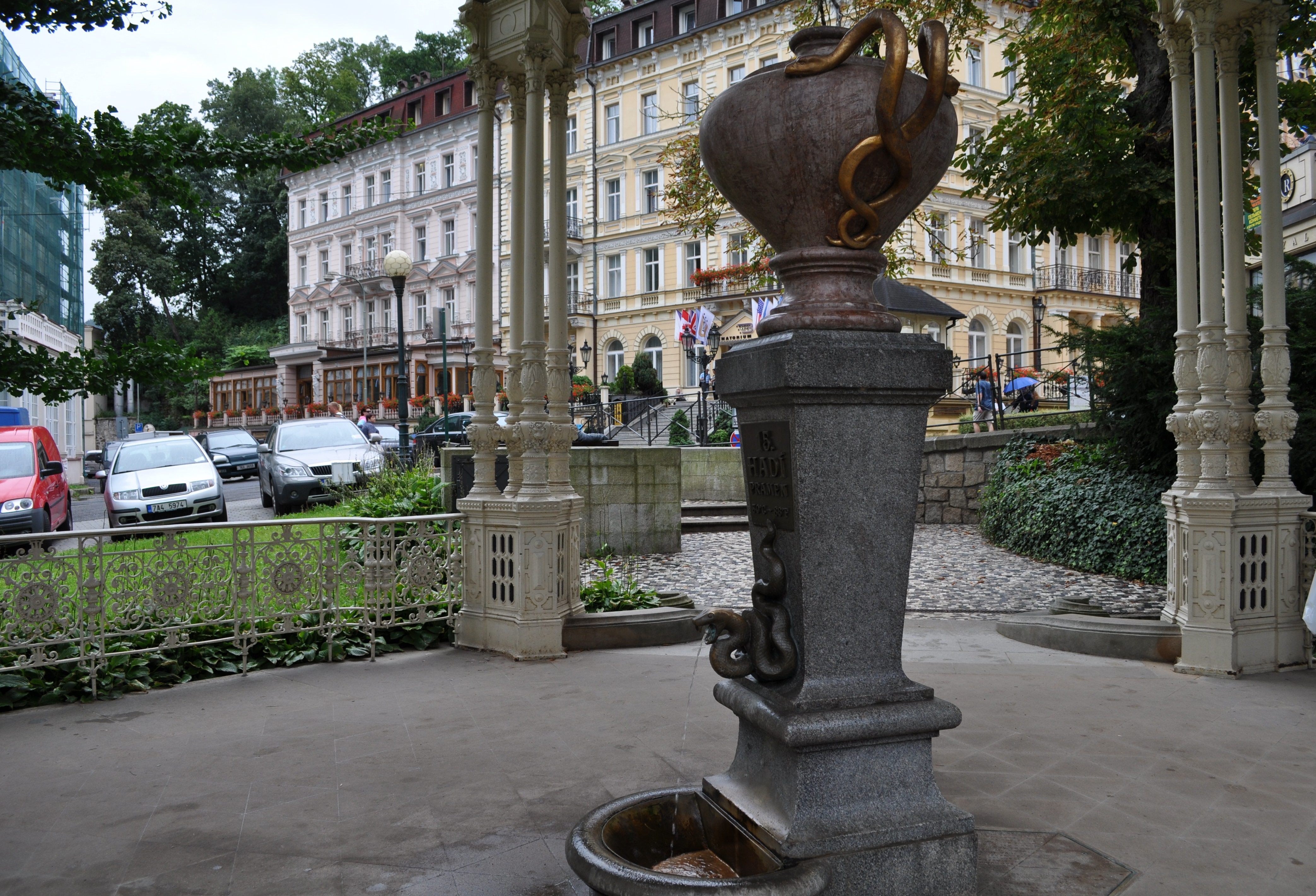
Schlangenquelle in der Parkkolonnade

Karlsbad besitzt vierzehn Quellen, noch zu Beginn des 20. Jahrhunderts wurde über 18 alkalisch-salinische Mineralquellen berichtet. Die bekannteste und stärkste Quelle befindet sich in der Sprudelkolonnade und wird Sprudel (Vřídlo) genannt. Sie ist 72 °C heiß, schießt bis 14 Meter in die Höhe und hat eine Schüttung von 2000 Litern pro Minute. Insgesamt sind im zentralen Kurortgebiet 89 Austritte von mineralisierten Thermalwässern dokumentiert, 19 davon sind gemäß dem Kurortgesetz zugelassene, natürliche Heilwässer. Es handelt sich um hypotonisches, stark mineralisiertes Quellwasser des Typs Na-HCO3SO4Cl (alkalisch, glaubersalzhaltig). Die Anwendungen der Karlsbader Heilquellen sind vielfältig: Störungen des Verdauungssystems, Stoffwechselstörungen, Diabetes mellitus, Gicht, Übergewicht, Parodontose, Erkrankungen des Bewegungsapparates, Leber-, Gallen-, Gallengangs- und Bauchspeicheldrüsenerkrankungen sowie onkologische Leiden. Die abführende Wirkung des Heilwassers ist auf das Glaubersalz zurückzuführen. Diese Wirkung auf den menschlichen Organismus gilt als erwünscht, doch sollten empfindliche Personen wie Kinder und schwangere Frauen das Heilwasser nur eingeschränkt trinken.
Bäder
- Elisabethbad, Becher-Bad (Alžbětiny Lázně, Lázně 5)
- Schlossbad (Zámecké Lazně). Dauerhaft geschlossen laut Anzeige im Internet
- Kurhaus (Lázně III) heute Hotel
- Kaiserbad (heute Museum und Konzerthalle)
- Neubad (heute Einkaufszentrum Atrium)
- Militärbadehaus

### Bauwerke und Parks
Die 1736 nach Plänen von Kilian Ignaz Dientzenhofer erbaute Kirche St. Maria Magdalena oberhalb des Sprudels ist ein bedeutendes Werk barocker Baukunst. In Sichtweite steht das Stadttheater aus dem Jahr 1886. Ein Beispiel orientalisierender Architektur ist die russisch-orthodoxe Kirche St. Peter und Paul in der Straße Krále Jiřího mit ihren vergoldeten Kuppeldächern.
Bekannt ist das 1770 gegründete, am Ufer der Teplá gelegene Grandhotel Pupp, das der Hotelier Julius Pupp (1870–1936) zu einem Hotel der internationalen Spitzenklasse ausgebaut hatte. Das weitestgehend im Jugendstil gehaltene Innere kann auch von Touristen besichtigt werden. Das Hotel Imperial des Architekten Ernest Hébrard wurde 1912 eröffnet.
Das Stammhaus des Kräuterlikörs Karlsbader Becherbitter, der von dem Apotheker Josef Vitus Becher (1789–1860) erstmals hergestellt wurde und der als Becherovka im Handel ist, befindet sich ebenfalls in Karlsbad und wird „dreizehnte Karlsbader Quelle“ genannt. In dem inzwischen rot gestrichenen Haus ist ein Museum untergebracht, das Ausstellungsstücke der Familie Becher enthält und die Herstellung dieses Likörs zeigt.
Eine schlossähnliche Anlage, Klein Versailles (Malé Versailles) liegt im Westen der Stadt.

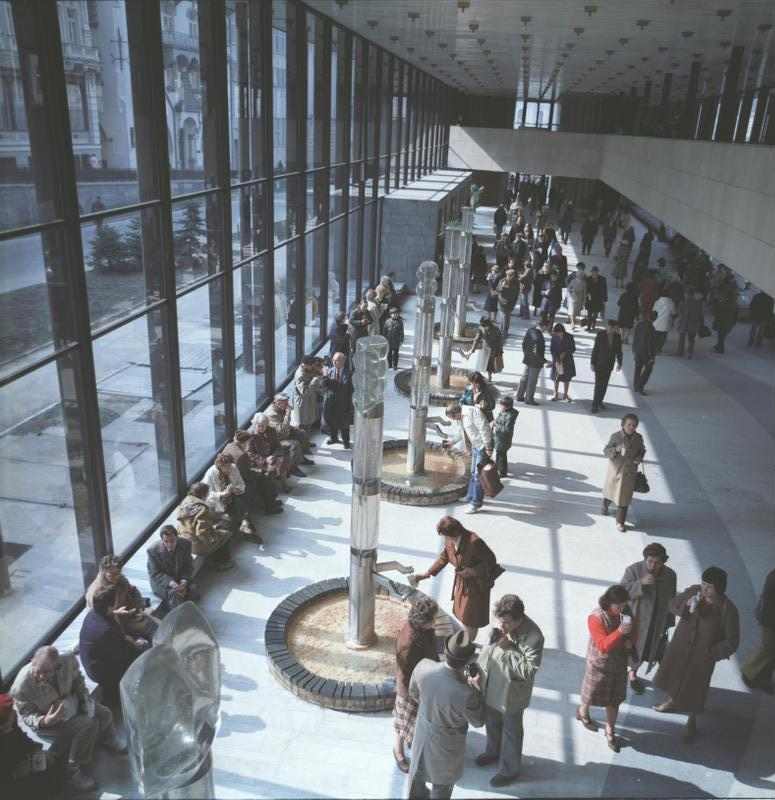
Sprudelkolonnade (ehem. Juri-Gagarin-Kolonnade), erbaut 1984
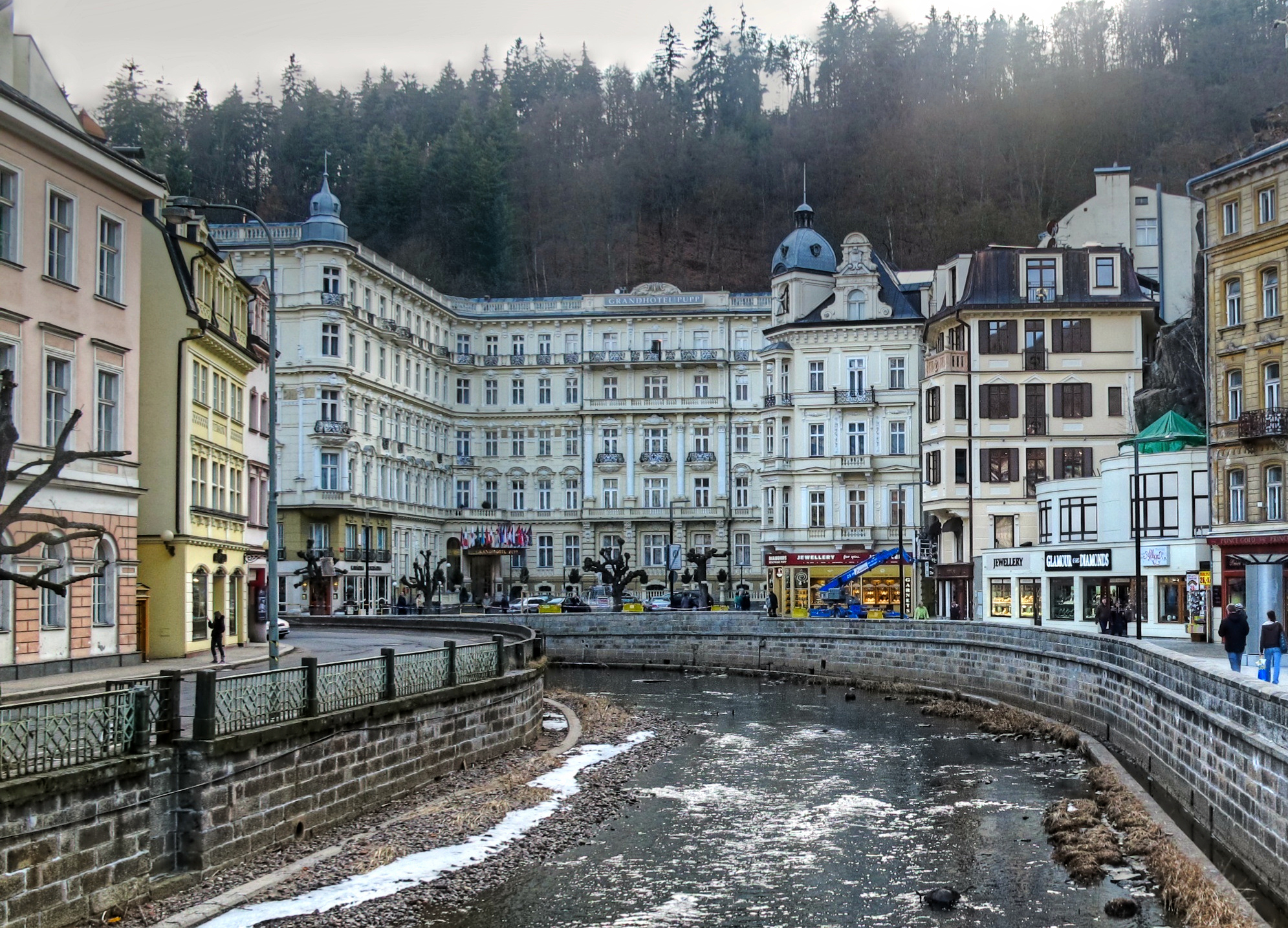
Grandhotel Pupp
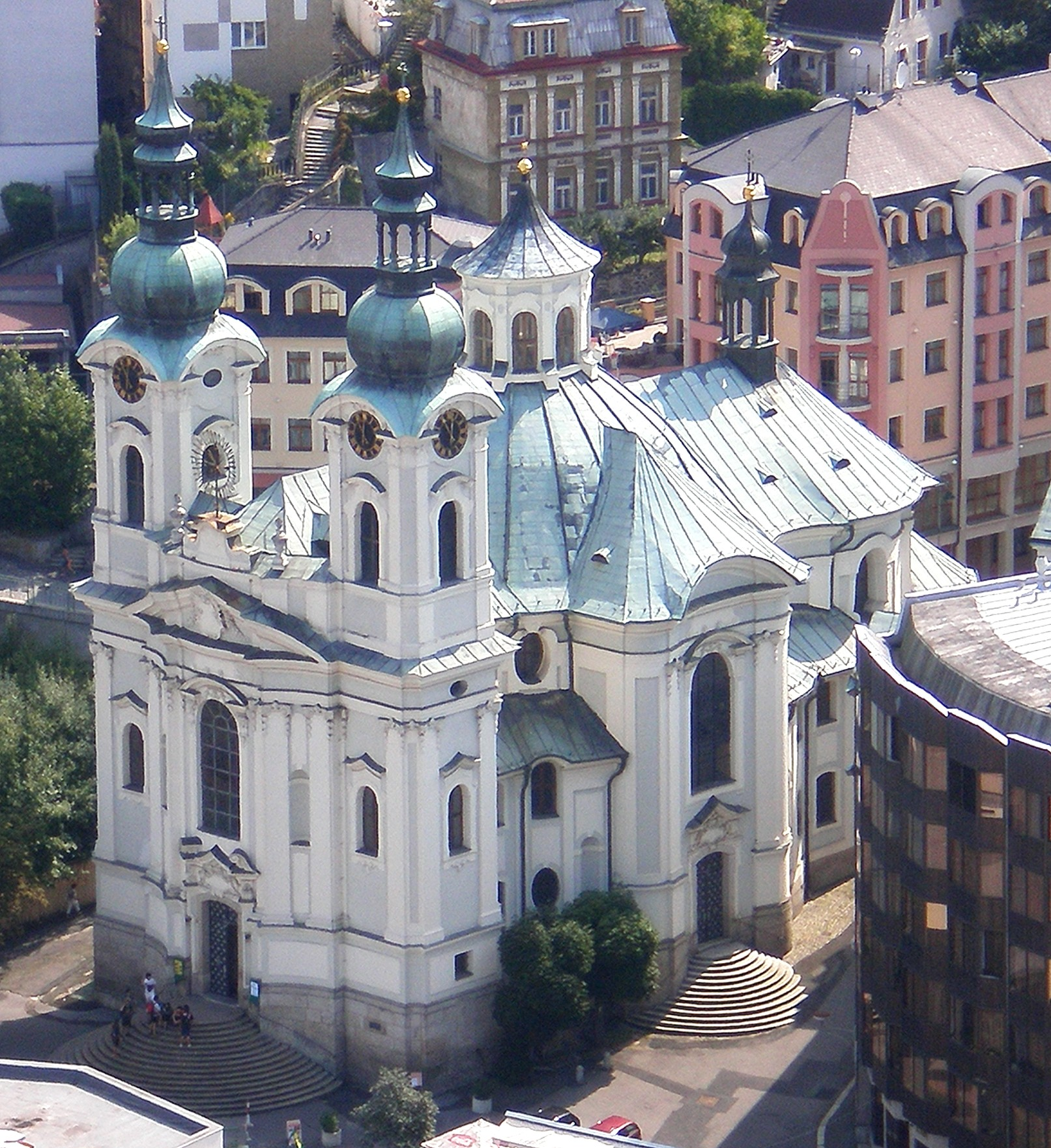
Marien-Magdalenenkirche
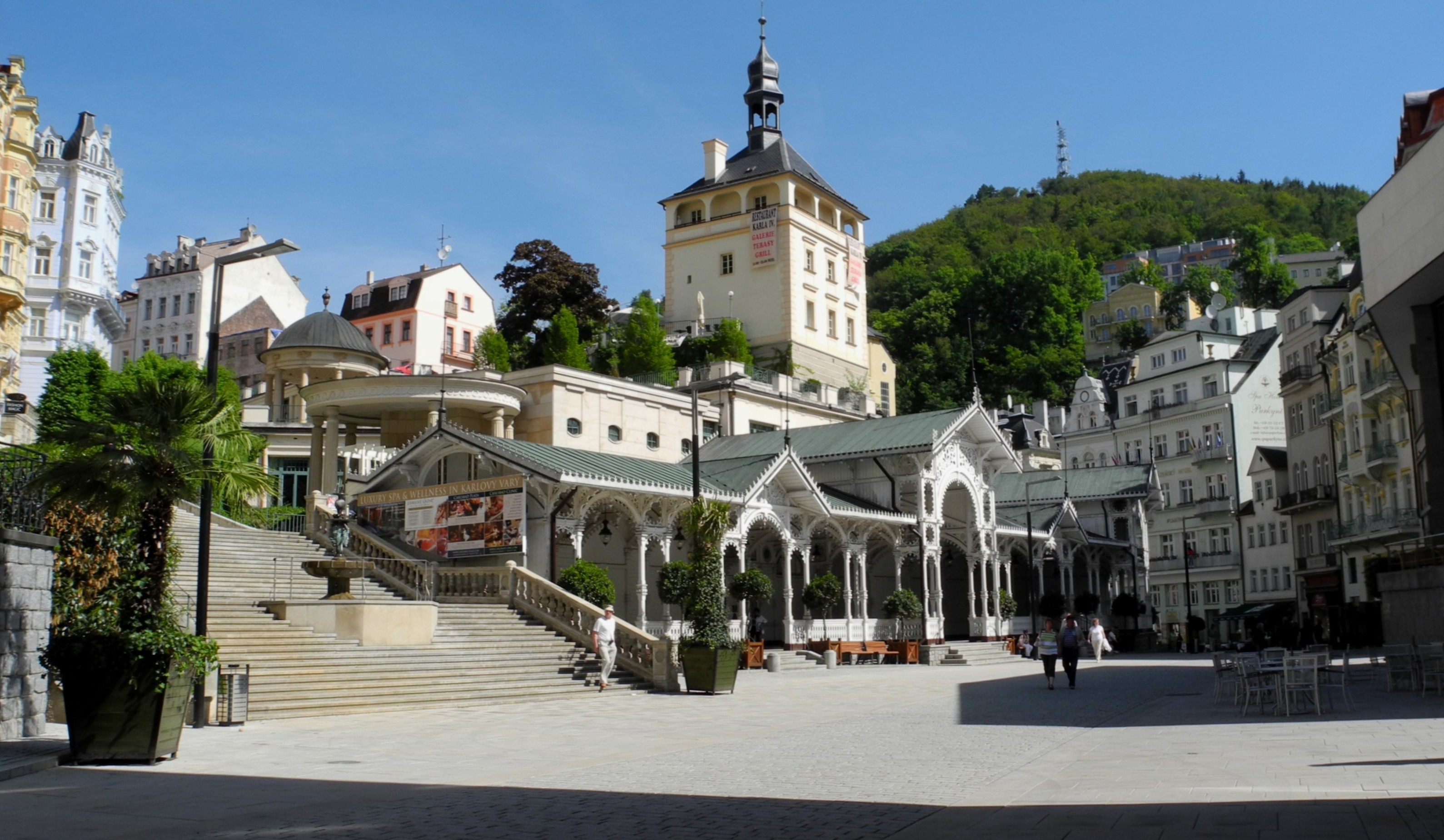
Schlossturm mit Marktkolonnade
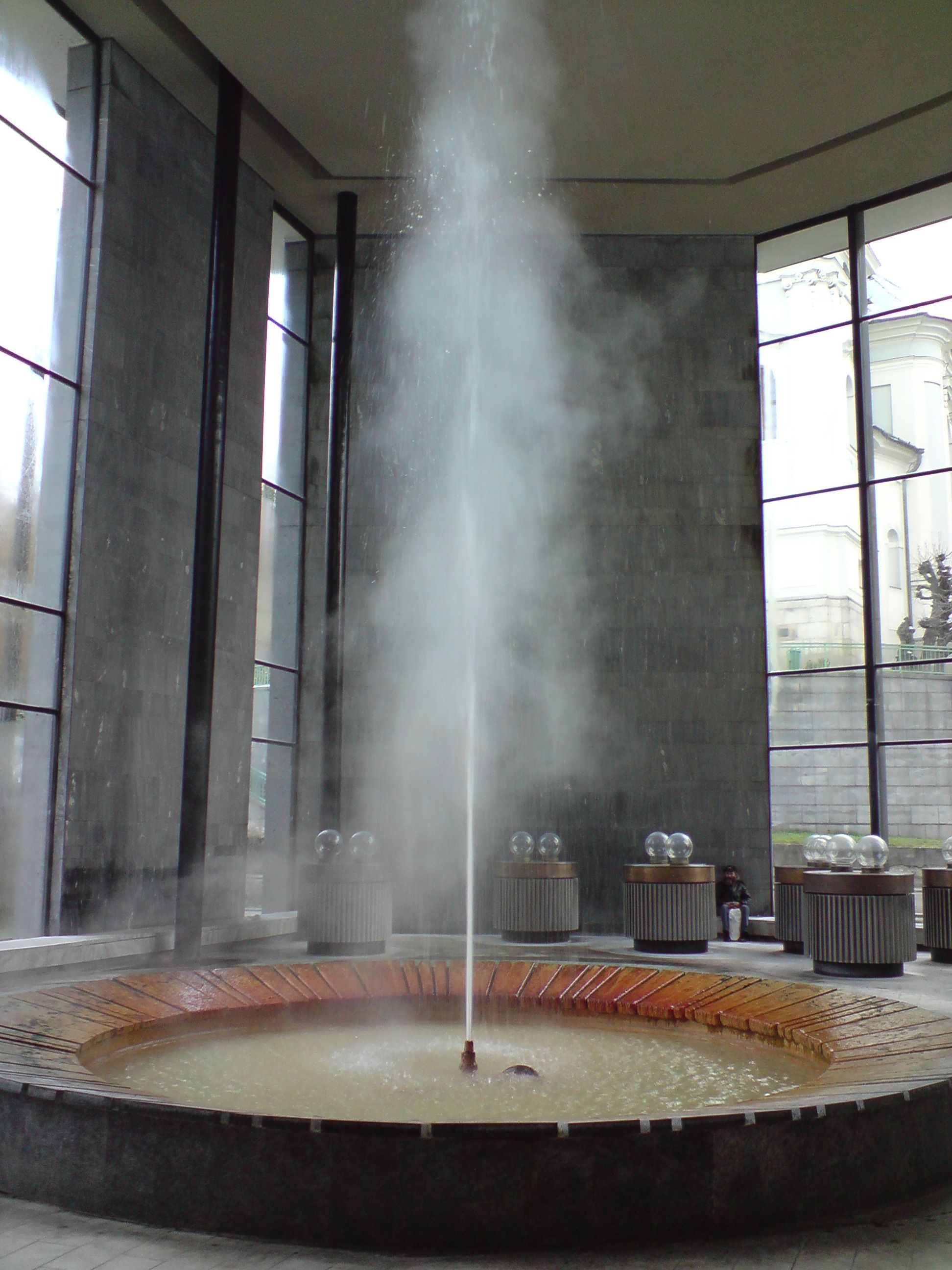
Der Sprudel (Vřídlo)
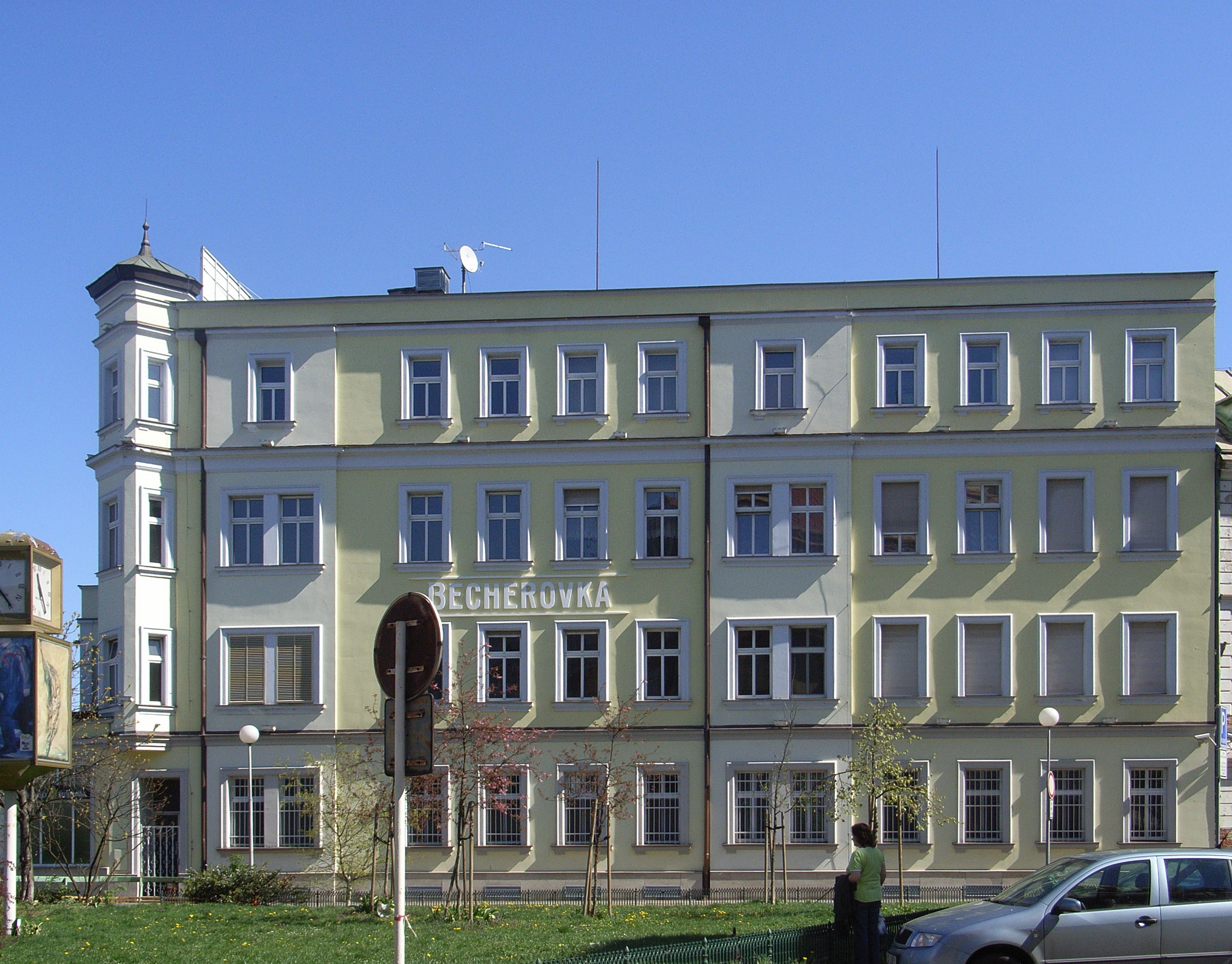
Hauptsitz von Becherovka
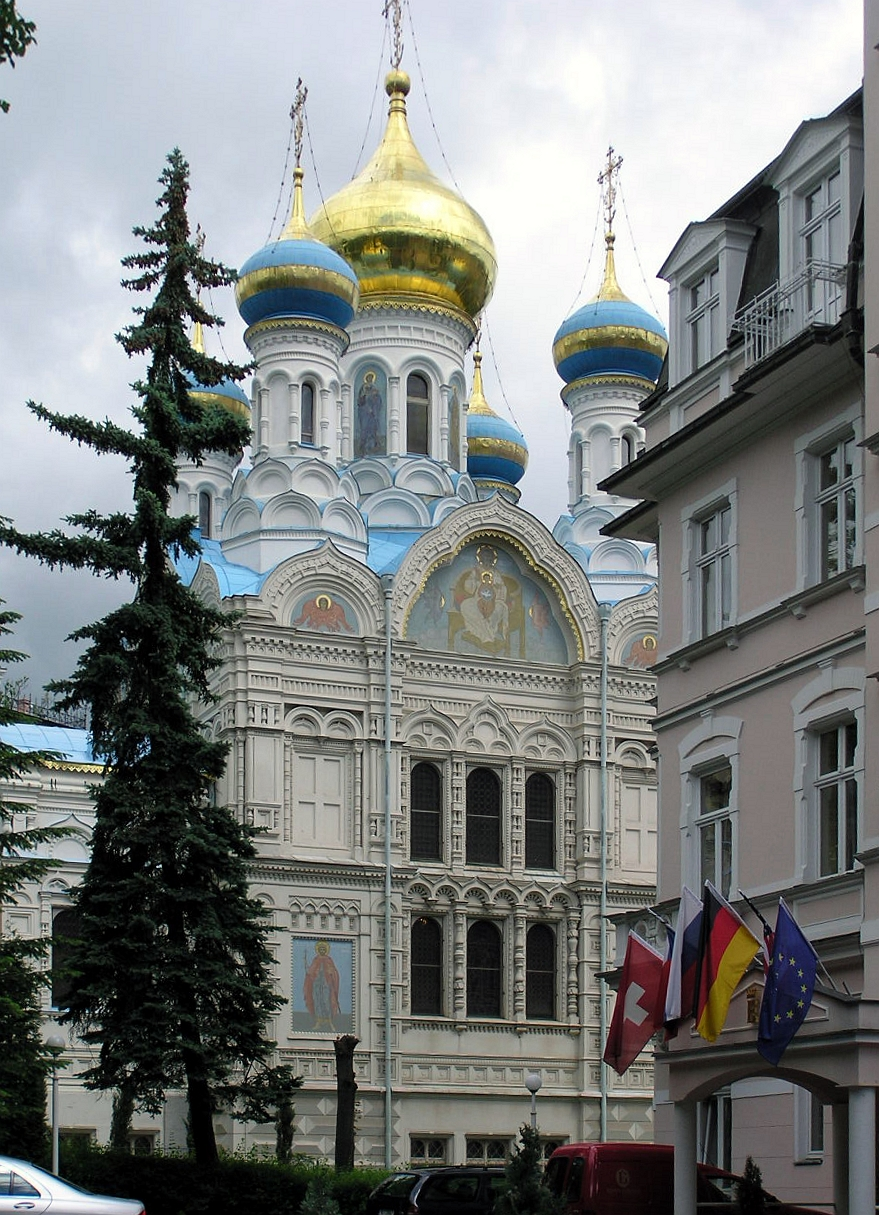
Russisch-orthodoxe Kirche St. Peter und Paul
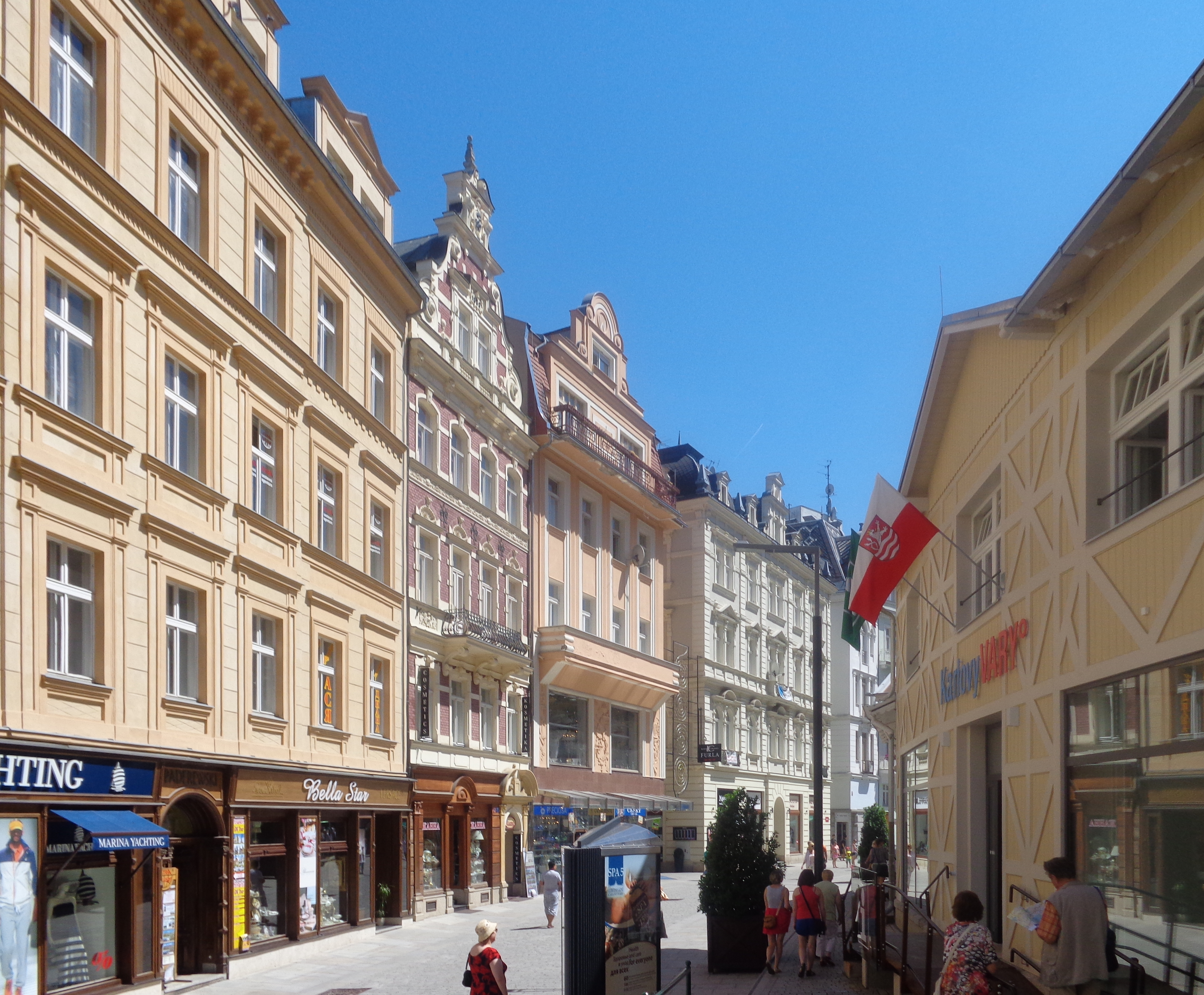
Lázeňskástraße
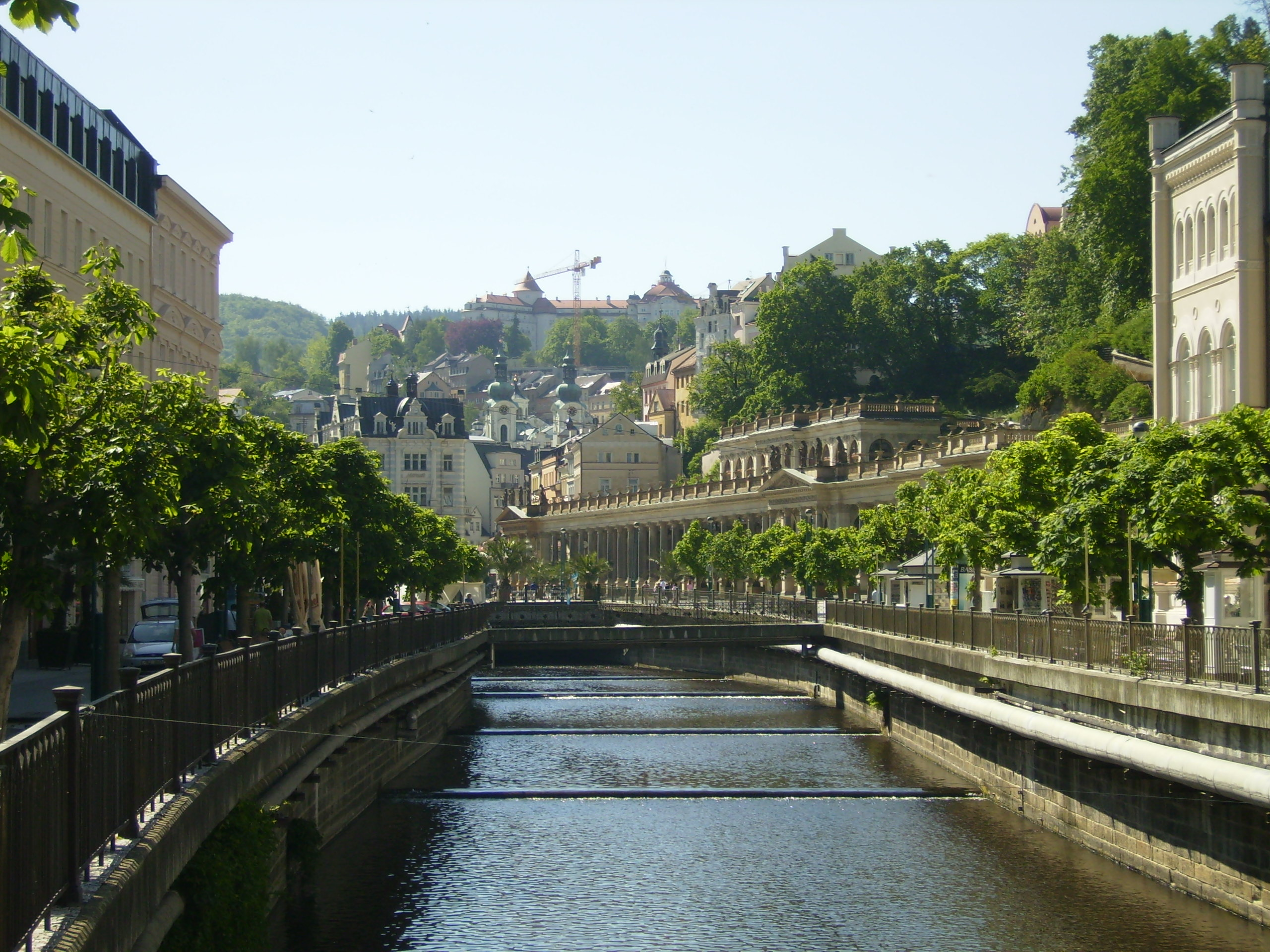
Fluss Teplá im Stadtgebiet

### Umgebung

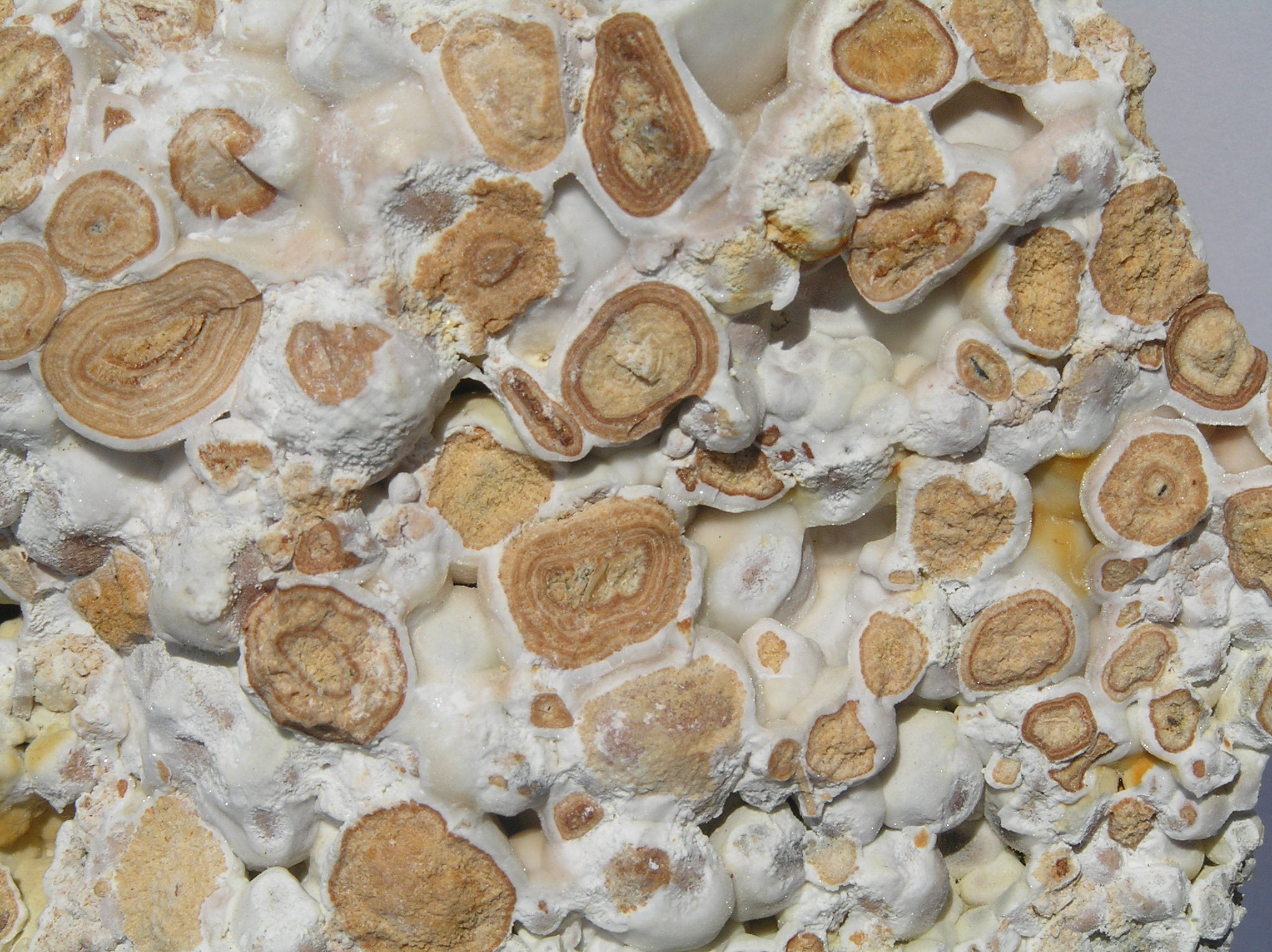
Erbsenstein aus Karlsbad

Westlich des Stadtgebiets befindet sich eine Mittelwellensendeanlage mit zwei abgespannten Sendemasten. Der größere von beiden ist 107 Meter hoch und trägt zu seiner elektrischen Verlängerung eine kronenförmige Dachkapazität auf seiner Spitze. Die Sendefrequenz beträgt 954 kHz.
Der kleinere der beiden Masten wurde 1939 von der Firma C.H. Jucho errichtet.
130 Kilometer Wanderwege führen durch die drei die Stadt umgebenden Bergketten. Oberhalb der Stadt steht der mittels Standseilbahn zugängliche Aussichtsturm Diana. Er ist 35 Meter hoch, wurde 1914 erbaut und hieß ursprünglich Freundschaftsaussichtsturm.

In der Nähe des westlichen Vorortes Doubí (Aich) befindet sich am Ufer der Eger der Hans-Heiling-Felsen. eine mehrere hundert Meter lange bizarre Gruppe von Felsnadeln, die der Sage nach eine versteinerte Hochzeitsgesellschaft darstellen soll. 

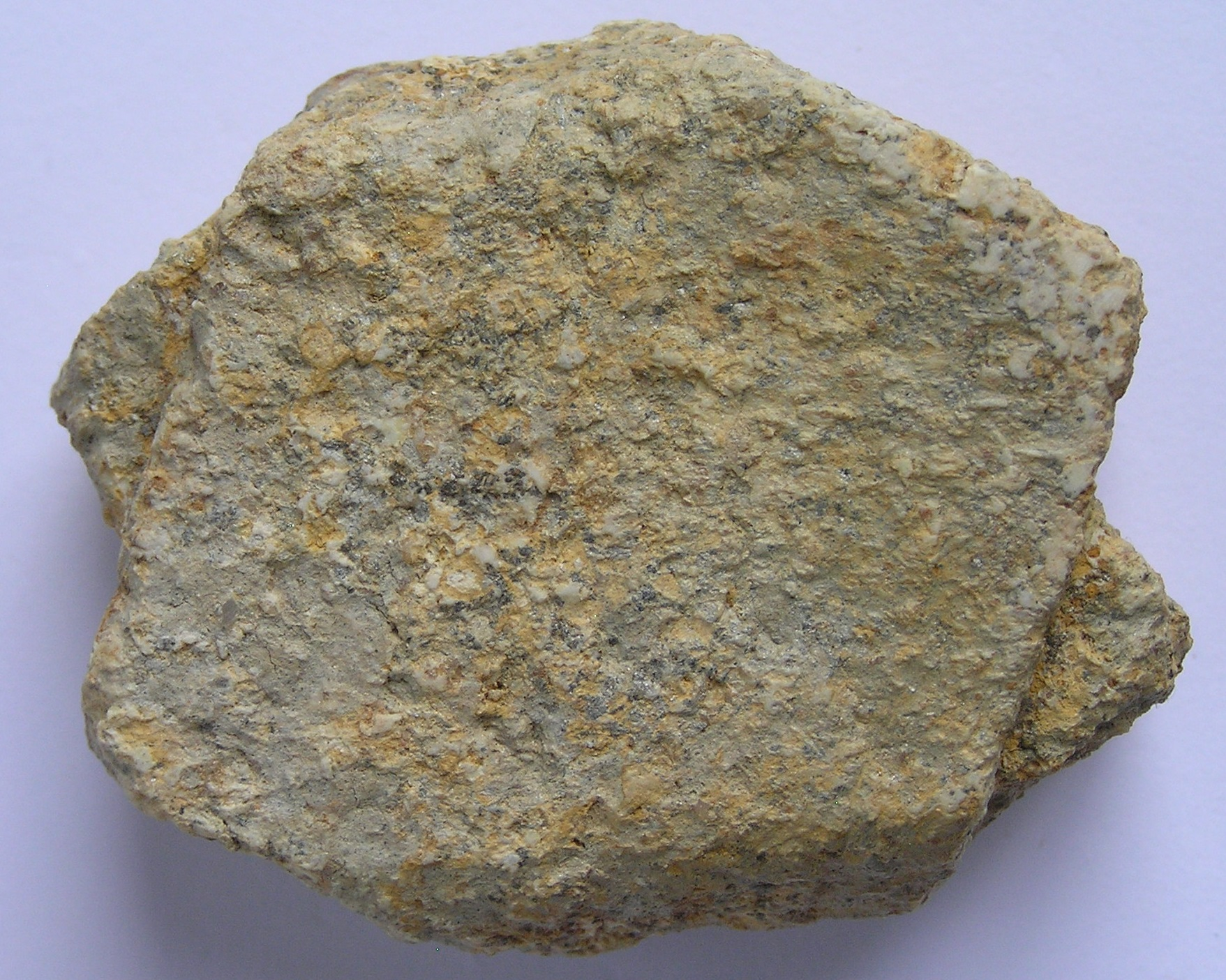
Karlsbader Zwilling aus dem Granit von Karlsbad (Typlokalität)

Für Mineralogen und Mineraliensammler bieten Karlsbad und seine Umgebung eine Besonderheit, die bereits von Johann Wolfgang von Goethe geschätzt wurde. An den Thermalquellen tritt Aragonit, eine Form von Calciumcarbonat („kohlensaurer Kalk“), als Sinterbildung auf, der hier als Sprudelstein und Erbsenstein bezeichnet wird. Während es sich beim Sprudelstein um einen wellenförmig gebänderten Kalksinter handelt, ist der Erbsenstein eine Ansammlung von Kalkkügelchen. Diese bilden sich an heißen Quellen durch konzentrische Abscheidung von Aragonit an kleinen Gesteins- oder Mineralpartikeln, die durch die Wasserbewegung in der Schwebe gehalten werden. Dadurch nimmt ihr Eigengewicht zu. Werden die Kugeln zu schwer, sinken sie schließlich zu Boden und werden dort durch weitere Kalkabscheidungen miteinander zu einem Aggregat verkittet.
Der Granit von Karlsbad stellt auch die Typlokalität für die sogenannten Karlsbader Zwillinge (Orthoklas) dar.

### Veranstaltungen
Von Bedeutung ist das alljährlich stattfindende Internationale Filmfestival Karlovy Vary.

### Kulinarisches

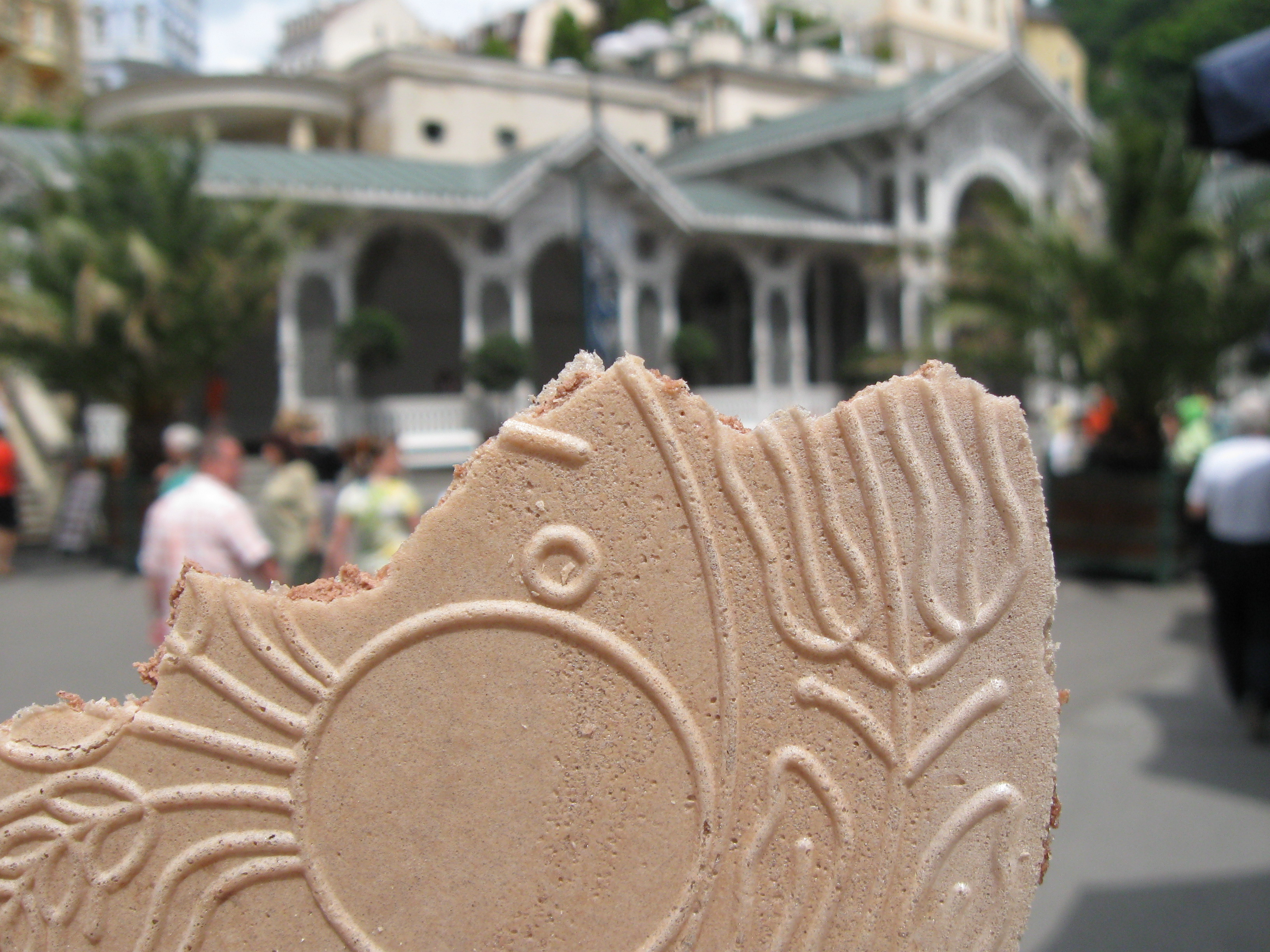
Karlsbader Oblate

Eine weithin bekannte Spezialität sind die Karlsbader Oblaten, ein Feingebäck, das von Barbara Bayer um das Jahr 1865 kreiert wurde und seither von Klein- und Kleinstbäckern hergestellt wird (siehe dazu auch Oblate#Karlsbader Oblaten). Zusammen mit anderen Souvenirs werden diese Waffelspezialitäten im Straßenverkauf angeboten.
Nach Karlsbad ist die Karlsbader Schnitte benannt, ein besonders in der DDR-Küche beliebtes, gratiniertes Schinkenbrot.

## Wirtschaft und Infrastruktur

### Industrie
- Mineralwasserabfüllung (Marken Mattoni und Magnesia)
- Likör Becherovka (Karlsbader Becherbitter)
- Glashütten (Moser-Glas)
- Porzellanherstellung (Karlsbader Porzellan)
- Karlsbader Oblaten

### Kurbetrieb
Die für den Kurbetrieb erforderlichen Hotels, anderen Unterkünfte, Kurhäuser, Gastronomiebetriebe und Unterhaltungseinrichtungen (Casino) tragen wesentlich zum Arbeitsstellenangebot und dem städtischen Wirtschaftsergebnis bei. Zwei Drittel dieser Einrichtungen befinden sich im Besitz privater Investoren aus Russland und anderen ehemaligen Sowjetrepubliken.

### Verkehr

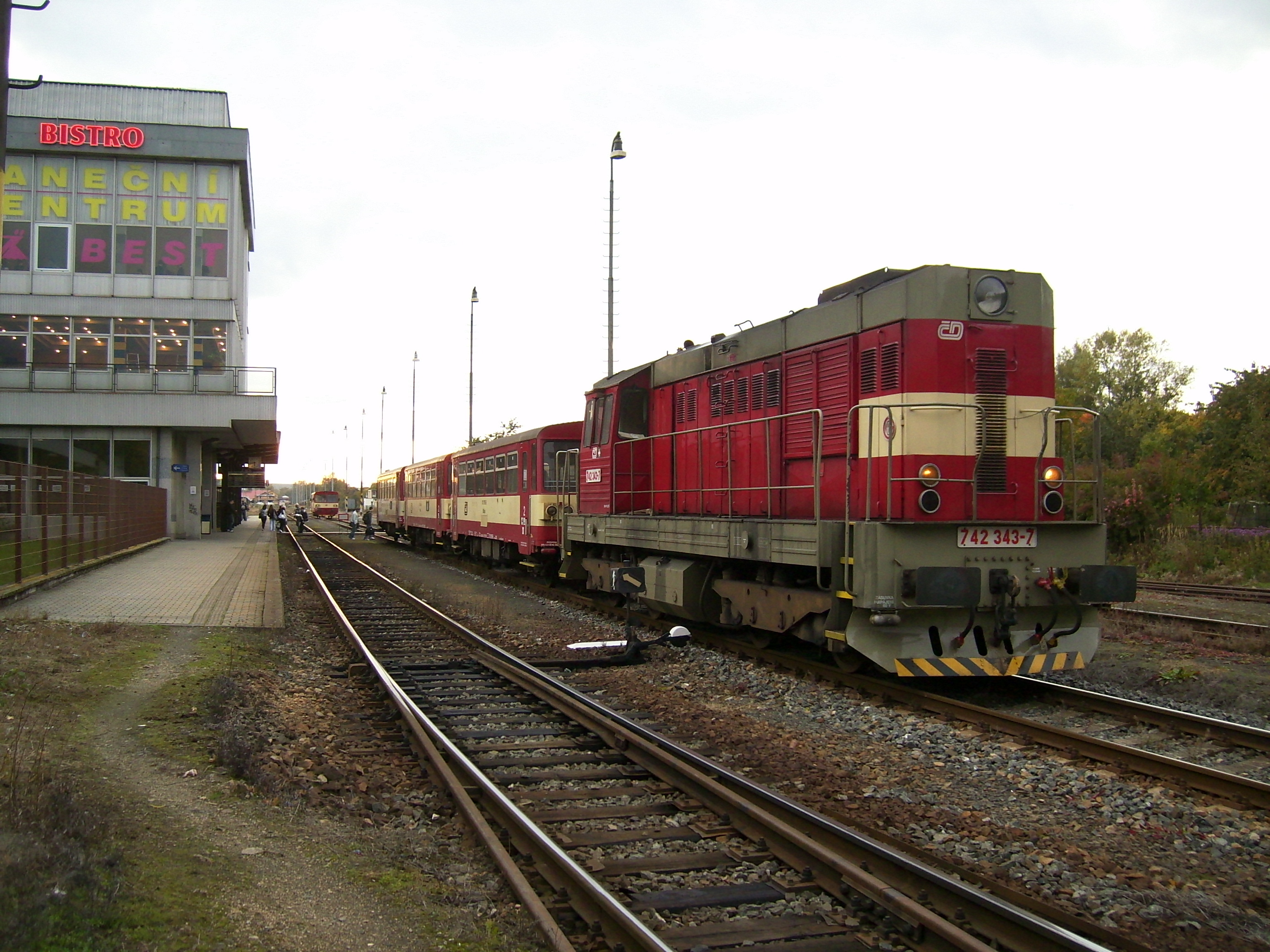
Am zentral gelegenen unteren Bahnhof steht ein Nahverkehrszug nach Johanngeorgenstadt bereit

Karlsbad verfügt über einen Bahnhof (früher Oberer Bahnhof bzw. Karlsbad Hbf) an der elektrifizierten Hauptbahn Ústí nad Labem–Chomutov–Cheb. Dort abzweigende Strecken sind die Nebenbahnen nach Johanngeorgenstadt und nach Marienbad. Im nahen Dalovice hat die Strecke nach Merklín ihren Ausgangspunkt. Von Karlsbad bestehen Fernverbindungen über Pilsen nach Prag und Košice. Mit Regionalzügen sind Cheb, Chomutov, Zwickau, Johanngeorgenstadt, Marienbad und Merklín direkt erreichbar.
Durch Karlsbad führen die Fernverkehrsstraßen I/13, I/20 sowie die I/6/Autobahn D6 von Prag nach Cheb.
Neben Buslinien gibt es in der Stadt zwei Standseilbahnen. Eine führt von der Nähe des Grandhotels Pupp über den Hirschsprung auf die Freundschaftshöhe zum Dianaturm. Die andere fährt von der gegenüberliegenden Seite der Teplá unterirdisch nach oben zum ehemaligen Helenenhof und dem Hotel Imperial. Eine Zahnradbahn auf den Dreikreuzberg war vor dem Ersten Weltkrieg in Bau, wurde aber nie fertiggestellt bzw. in Betrieb genommen.
Karlsbad verfügt über einen Flughafen.
Karlsbad liegt auf dem Radfernweg Euregio Egrensis und auf der Karlsroute.
Für Touristen gibt es in der Nähe der Stadtzufahrten Fiaker für geführte Rundfahrten. Für diese Pferdefuhrwerke stehen acht Stellplätze bereit.

### Sport
Eishockey
1932 wurde der in der Stadt beheimatete HC Energie Karlovy Vary gegründet und spielt seit 1997, mit einem Jahr Unterbrechung (2017/18), in der tschechischen Extraliga. Heimspielstätte des Vereins ist seit der Saison 2009/10 die KV Arena mit einer Zuschauer-Kapazität von 6.000 Zuschauern. In der Saison 2008/09 wurde der HC Energie Meister in Tschechien. Nach dem sechsten Platz in der Hauptrunde setzte sich Karlsbad mit 4:0-Siegen im Viertelfinale gegen Litvinov durch. Im Halbfinale wurde Sparta Prag mit 4:1-Siegen geschlagen, ehe Karlovy Vary sich im Endspiel gegen Slavia Prag mit 4:2-Siegen durchsetzte.
Pferderennen

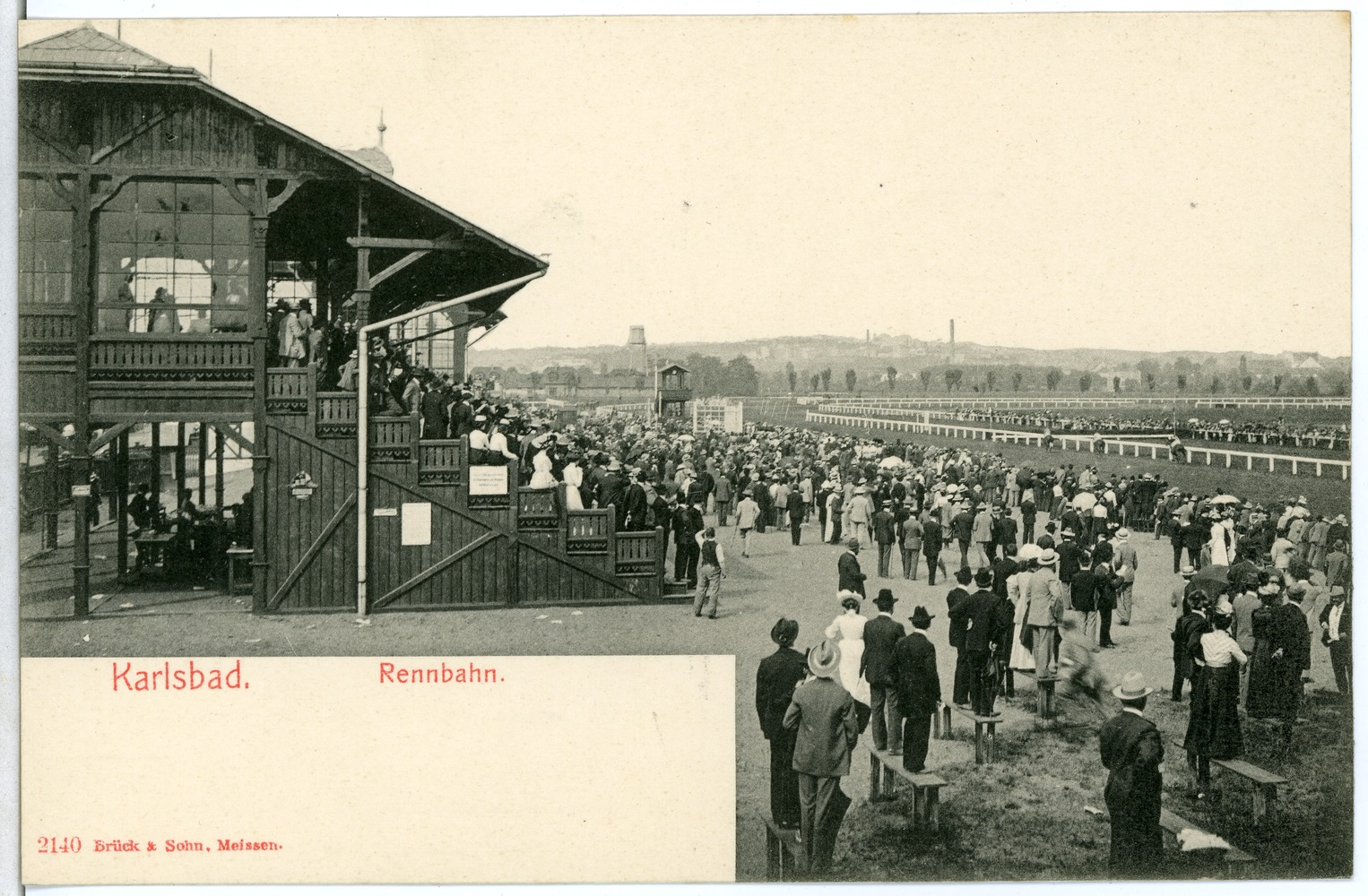
Rennplatz Karlsbad, Tschechien, 1901

Auf dem historischen Rennplatz Karlsbad Dostihové závodiště Karlovy Vary, heutiger Sponsorname Hipodrom Holoubek fanden 2017 sieben Renntage mit Listenrennen statt.
Fußball
Der Verein Slavia Karlovy Vary wurde erstmals 1928 gegründet, musste auf Grund der deutschen Besatzung allerdings seine Aktivitäten von 1938 bis 1945 einstellen. Von 1953 bis 1968 spielte der Klub unter dem Namen Dynamo in der 2. Liga der ČSSR. Mit dem Abstieg 1968 wurde der Umzug ins Stadion Drahovice vollzogen, in dem Slavia bis heute spielt.
Bis in die 1930er-Jahre existierte der deutsche Karlsbader FK, der 1904 zunächst als Internationaler SC Karlsbad gegründet wurde und dessen Fußballabteilung sich 1912 selbstständig machte. Der KFK spielte durchgängig in der höchsten Liga des DFV. 1940 ging er in der Nationalsozialistischen Turngemeinde Karlsbad auf, in der alle Vereine der Stadt gebündelt wurden. Nach der Kapitulation des Deutschen Reiches wurde das Sudetenland wieder in die Tschechoslowakei eingegliedert und der Verein aufgelöst.